# Farkas Gábor (botanikus)
Farkas Gábor (Budapest, 1925. június 15. – Szeged, 1986. április 23.) botanikus, növényfiziológus, biokémikus. Személyében tisztelik a növénybetegségek élettani-biokémiai vizsgálatának egyik úttörő magyarországi alakját. A biológiai tudományok kandidátusa (1957), illetve doktora (1962), 1964-től a Magyar Tudományos Akadémia levelező, 1976-tól rendes tagja.

## Életútja
Az Eötvös Kollégium tagjaként 1948-ban végezte el a budapesti Pázmány Péter Tudományegyetemet, 1949-ben természetrajz–kémia szakos tanári oklevelét is megszerezte. Már 1947-től demonstrátorként tevékenykedett két tanéven át, 1949-ben pedig gyakornoki kinevezést nyert az egyetem növényélettani intézetében. Időközben, 1947–1948 között – a vallás- és közoktatásügyi minisztérium ösztöndíjával – módja nyílt növényélettani kutatásokat végezni a római Sapienza Egyetem növénytani intézetében, illetve a nápolyi biológiai állomáson (Stazione Biologica di Napoli). 1950-től a martonvásári Mezőgazdasági Kutatóintézet tudományos segédmunkatársaként, 1953-tól munkatársaként dolgozott. Időközben világnézeti kérdésekben támadt konfliktusa miatt 1951-ben távoznia kellett fővárosi egyetemi katedrájáról.
1957-től a budapesti Növényvédelmi Kutatóintézet kémiai osztályának tudományos munkatársa volt. 1957–1958 fordulóján a kanadai Nemzeti Kutatási Tanács (National Research Council) ösztöndíjával a saskatooni kutatóintézetben (Saskatoon Research Centre) végzett vizsgálatokat. 1962-ben a budapesti Növényélettani Kutatócsoport tudományos főmunkatársává nevezték ki, 1964–1969 között az intézmény osztályvezetője is volt. A kutatócsoportban töltött évek során többször alkalma nyílt külföldi kutatóhelyeken dolgozni: 1963-ban a versailles-i Mezőgazdasági Kutatások Nemzeti Központjában (Centre national de recherche agronomique) dolgozott, 1964–1965-ben pedig az amerikai Wisconsin Egyetem vendégtanára volt.
1970-ben a Növényélettani Kutatócsoportból az MTA Szegedi Biológiai Központ Növényélettani Intézetének igazgatói posztjára került. Először 1975-ben, majd 1977–1978 között a Szegedi Biológiai Központ főigazgató-helyettesi tisztét is betöltötte. Tizenhárom év után, 1983-ban az igazgatói széket átadta Solymosy Ferencnek, s haláláig mint a Növényélettani Intézet tudományos tanácsadója tevékenykedett. Szegedi évei alatt a József Attila Tudományegyetem növényélettan-tanára is volt.

## Munkássága
Kutatásainak középpontjában főként a növényi anyagcsere-folyamatok élettani-patológiai vizsgálata állt. Jelentős eredményeket ért el a növényi fertőzések virológiai diagnosztizálása, a betegségekkel szembeni ellenálló képesség élettani-biokémiai okainak kutatása, valamint az anyagcsere enzimatikus szabályozása terén. Elsőként mutatott rá a megbetegedett növényi szövetek enzimjeinek elszíneződésére, s ennek szerepére a növények kóros életfolyamataiban. Behatóan tanulmányozta a beteg növények respirációját és fenolanyagcsere-folyamatait, ezenkívül megalapozta a sejtfaluktól megfosztott növényi sejtek, a protoplasztok hazai kutatását is. Részben a nevéhez fűződik a nukleinsavbontó növényi enzimek biokémiai tulajdonságainak és hormonális szabályozásainak leírása.
Tudományos eredményei elismeréseként 1964-ben a Magyar Tudományos Akadémia levelező, 1976-ban rendes tagjává választották, 1973–1976 között az MTA Biológiai Osztályának elnökhelyettese, valamint a Biokémiai Bizottság elnöke volt. Az MTA mellett 1970-től tagja volt a hallei Leopoldina Német Természettudományi Akadémiának, valamint elnöke a Federation of European Societies for Plant Physiology (FESPP) magyar nemzeti bizottságának.

### Főbb művei
- Növényi anyagcsereélettan. Budapest: (kiadó nélkül). 1968.
- Növényi biokémia. Budapest: (kiadó nélkül). 1978.
- Növényi sejtgenetikai és szövettenyésztési módszerek alkalmazása. Budapest: (kiadó nélkül). 1979.